# Episodi di Julia - Eine ungewöhnliche Frau (terza stagione)
La terza stagione della serie televisiva Julia - Eine ungewöhnliche Frau è stata trasmessa in anteprima in Germania dalla ARD tra il 6 marzo 2001 e il 5 giugno 2001.
| nº | Titolo originale       | Titolo italiano | Prima TV Germania | Prima TV Italia |
| -- | ---------------------- | --------------- | ----------------- | --------------- |
| 1  | Der Hormonskandal      | inedito         | 6 marzo 2001      | inedito         |
| 2  | Um Haaresbreite        | inedito         | 13 marzo 2001     | inedito         |
| 3  | Alles vergeblich       | inedito         | 20 marzo 2001     | inedito         |
| 4  | Rufmord                | inedito         | 27 marzo 2001     | inedito         |
| 5  | Ein Neubeginn          | inedito         | 3 aprile 2001     | inedito         |
| 6  | Das Ende des Weges     | inedito         | 10 aprile 2001    | inedito         |
| 7  | Ende und Anfang        | inedito         | 17 aprile 2001    | inedito         |
| 8  | Das Biotop             | inedito         | 24 aprile 2001    | inedito         |
| 9  | Aus für Reidinger?     | inedito         | 1º maggio 2001    | inedito         |
| 10 | Frühlingserwachen      | inedito         | 8 maggio 2001     | inedito         |
| 11 | Der Preis der Wahrheit | inedito         | 15 maggio 2001    | inedito         |
| 12 | Ungarische Rhapsodie   | inedito         | 22 maggio 2001    | inedito         |
| 13 | Neue Perspektiven      | inedito         | 5 giugno 2001     | inedito         |